# Милослав Мечирж
Милослав Мечирж (чеш. Miloslav Mečíř; 19. мај 1964. Бојњице) бивши чехословачки тенисер и олимпијски победник из Сеула 1988. у појединачној конкуренцији.

## Каријера
Прву титулу у синглу освојио је у Ротердаму 1985. године. Стигао је до првог гренд слем финала на Ју-Ес Опену 1986. године, где га је чекао земљак и тадашњи број 1 Иван Лендл; Лендл је победио са резултатом 6-4, 6-2, 6-0. Турнир из 1986. године у САД је такође остао запамћен по томе што су пореклом четворо чехословачких тенисера играли међусобно у финалима; Хелена Сукова и Мартина Навратилова у женском синглу и Мечир и Лендл у мушком синглу.
Године 1987, Мечир је освојио шест титула у синглу и шест у дублу, са Лендлом је играо три пута: између осталог победио је у Ки Бискејну и изгубио у полуфиналу Отвореног првенства Француске.
Најбоља година у Мечировој каријери је била 1988, на Олимпијским играма у Сеулу, у мушком синглу у полуфиналу је победио Швеђанина Стефана Едберга, у пет сетова са резултатом 3-6, 6-0, 1 -6, 6-4, 6-2, док је у финалу победио Тима Мејота у четири сета са резултатом 3-6, 6-2, 6-4, 6-2. Победом над Мејотом је освојио олимпијско злато. Такође је освојио бронзану медаљу у мушком дублу у пару са Миланом Шрејбером.
Мечир је био члан Дејвис куп тима Чехословачке који је освојио Светски куп 1987. и Хопман куп у 1989. Тренутно је капитен Дејвис куп репрезентације Словачке.
Током каријере, Мечир је освојио укупно 11 титула у појединачној и девет у конкуренцији парова. Најбољи пласман на АТП листи му је 4 место. Његова последња титула у каријери у синглу била је 1989. у Индијан Велсу, док је у дублу 1989. у Ротердаму.
Имао је надимак мачка због кретања на терену и стила игре. Још један надимак је добио — убица швеђана због лакоће са којом је добијао тенисере из ове скандинавске земље, посебно против Матса Виландера. Његов син Милослав Мечирж млађи је такође професионални тенисер.

## Гренд слем финала

### Вицешампион (2)
| Год  | Турнир                        | Противник  | Резултат      |
| ---- | ----------------------------- | ---------- | ------------- |
| 1986 | Отворено првенство САД        | Иван Лендл | 4-6, 2-6, 0-6 |
| 1989 | Отворено првенство Аустралије | Иван Лендл | 2-6, 2-6, 2-6 |

## Медаље на Олимпијским играма
| Медаља | Датум            | Турнир                              | Подлога | Противник | Резултат           |
| Златна | 1. октобар 1988. | Олимпијске игре, Сеул, Јужна Кореја | Бетон   | Тим Мејот | 3-6, 6-2, 6-4, 6-2 |